# 弥彦神社 (札幌市)

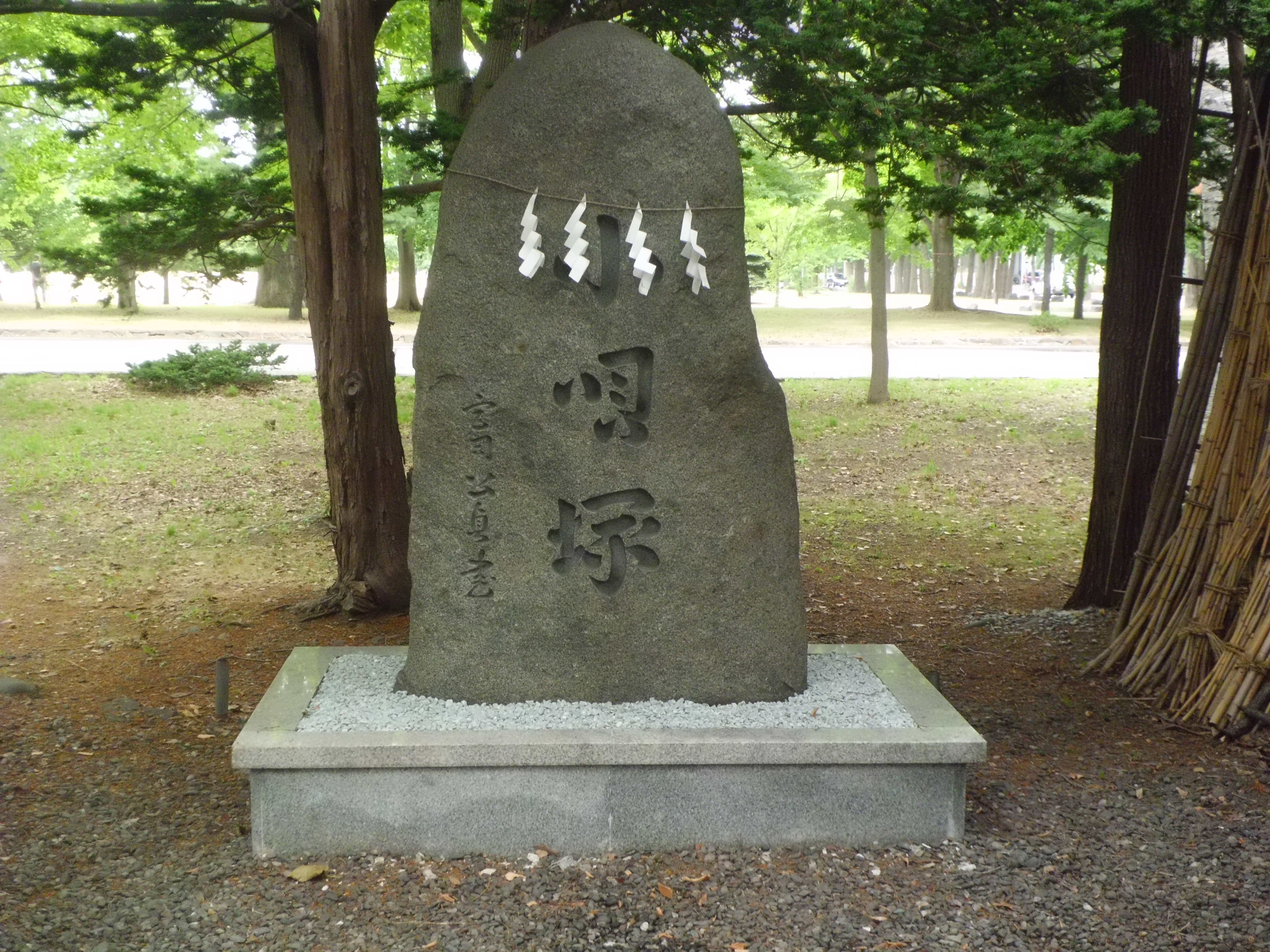
小唄塚

弥彦神社、彌彦神社、彌彥神社、ないし伊夜日子神社（伊夜日子神社）（いやひこじんじゃ）は、北海道札幌市中央区中島公園1番8号にある神社である。旧社格は郷社。

## 祭神・配神
天香山命（あめのかぐやまのみこと）
新潟県の開拓神。彌彦神社の祭神。
菅原道真公（すがわらみちざねこう）
学問の神。太宰府天満宮の祭神。

## 歴史
- 1912年（明治45年） – 新潟から北海道への移住者たちが、故郷の彌彦神社から受けた分霊を、南7条西1丁目に祭る[2]。
- 1918年（大正7年）9月 – 現在地に移転[2]。
- 1922年（大正11年） – 村社となる[2]。
- 1938年（昭和13年） – 郷社となる[2]。
- 1970年（昭和45年）7月 – 太宰府天満宮より菅原道真公の分霊を受ける[3]。